# Parc naturel régional Scarpe-Escaut
Le parc naturel régional Scarpe-Escaut, créé en 1968, est le tout premier des parcs naturels régionaux en France, et l'un des quatre parcs de la région Hauts-de-France, abritant des éléments importants du patrimoine industriel et minier de la région, dont quelques terrils aujourd'hui protégés et/ou aménagés pour la biodiversité et diverses activités récréatives.
C'est le plus petit mais aussi le plus densément habité et urbanisé des 58 PNR. Il se compose de 55 communes classées et s'étend sur 48 500 hectares entre Valenciennes, Douai et Lille, et concerne 190 000 habitants.
C'est un des lieux où a été expérimenté le dispositif écogarde mis en place par le conseil régional ou encore le ramassage des déchets agricoles (et notamment des pneus usagés qui couvrent les silos agricoles) et où se déclinera la Trame verte dite Trame verte et bleue de la région Nord-Pas-de-Calais.
Avec le parc naturel des Plaines de l'Escaut créé par la Région wallonne en Belgique en 1996, il forme le parc naturel transfrontalier du Hainaut.

## Histoire

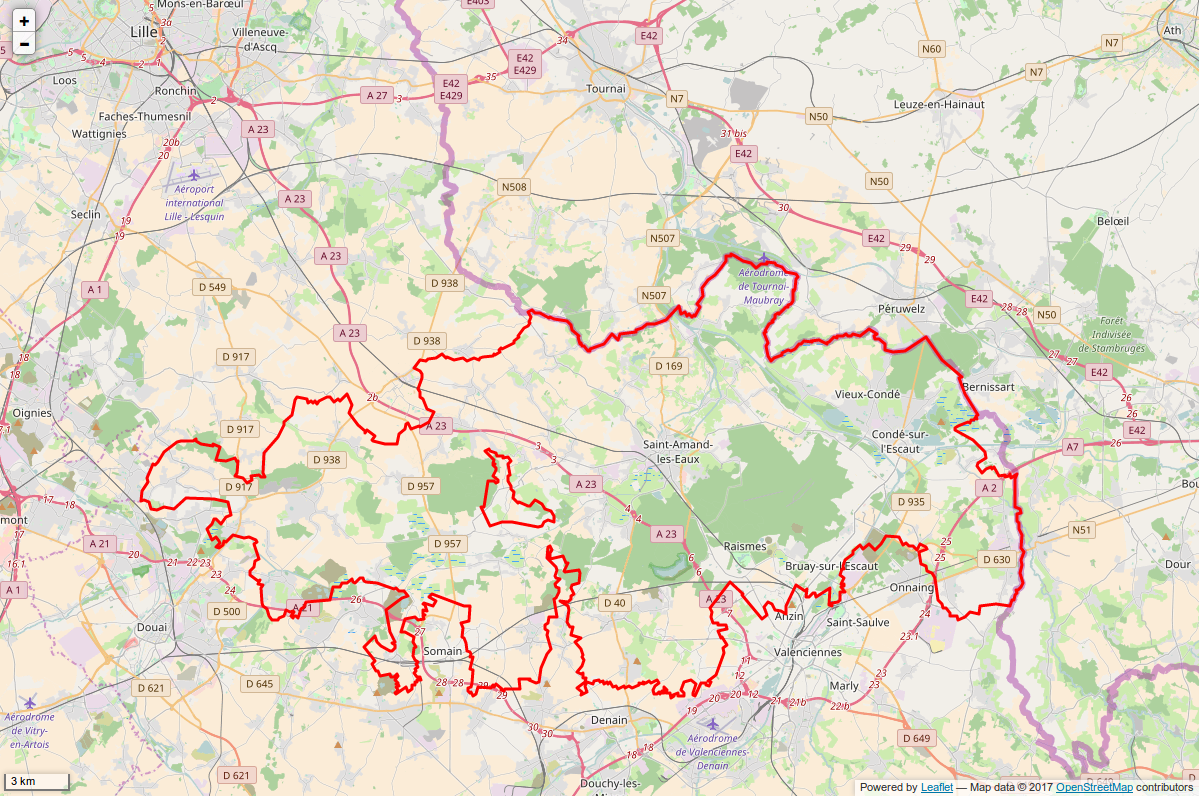
Périmètre du PNR.

Avant d'être un territoire de 55 communes classées (depuis 2010) sous le nom de parc naturel régional Scarpe-Escaut, cet espace géographique a vu son périmètre plusieurs fois modifié.
Des communes se sont associées et mobilisées emportées par la fougue de Georges Donnez, jeune maire de Saint-Amand-les-Eaux, visionnaire des années 1960.
Un syndicat d’étude du parc (préfiguration) a d'abord été mis en place par décret le 16 septembre 1965, associant à l'origine 15 communes.
Trois ans et cinq mois plus tard, sur proposition du département du Nord et d'Arthur Notebart conseiller général (la région administrative n'existait pas à cette époque) le parc est créé par décret le 13 septembre 1968. Il est nommé parc naturel régional Saint-Amand-Raismes et regroupe alors sur 10 300 hectares les communes de Beuvrages, Bruille-Saint-Amand, Bruay-sur-l'Escaut, Escautpont, Fresnes-sur-Escaut, Hasnon, Hergnies, Millonfosse, Nivelle, Odomez, Raismes, Saint-Amand-les-Eaux, Vieux-Condé, Wallers, Warlaing.
L'État a ensuite transféré la compétence « parc naturel » aux établissements publics régionaux créés pour préfigurer les conseils régionaux. Une association (Espace naturel régional, ou ENR) a été créée en 1978 pour la gestion de ce premier parc et la création et de deux nouveaux secteurs (Audomarois et Boulonnais). Le secteur de la « plaine de la Scarpe et de l'Escaut » regroupe en 1986, 52 communes sur 45 000 hectares, pour environ 173 000 habitants. Il est nommé « parc naturel régional Scarpe-Escaut, labellisé PNR le 17 avril 1998 et comprend en 2008 60 communes (48 communes et 12 communes associées).
En 1998 : 48 communes couvrant 43 000 hectares sont dans le parc (pour 164 000 habitants), et 5 autres communes (84 000 habitants) y sont associées.
En 1996, les acteurs français et belges ont proposé la création d'un « parc naturel transfrontalier du Hainaut » (254 000 habitants répartis sur environ 77 000 hectares, soit une densité très élevée, de 329 habitants/km²). Ce parc transfrontalier associe le PNR français et son homologue belge, le parc naturel des Plaines de l'Escaut.
La stratégie du territoire est inscrite dans une Charte, un document coconstruit par les communes, les intercommunalités, le Département, la Région, les acteurs économiques et sociaux, etc. Cette Charte oriente pour douze ans les actions mises en œuvre sur le territoire par les signataires et les partenaires (SCoT, Pays, etc.).
La Charte d'un parc naturel régional est un outil fort dans l'aménagement du territoire. Depuis la loi Grenelle 2, les Plans locaux d'urbanisme doivent être compatibles avec les Schémas de cohérence territoriale (SCoT), eux-mêmes compatibles avec les orientations et les mesures de la Charte.
Tous les douze ans, après diagnostic, bilan et propositions d'orientations pour douze nouvelles années, le classement d'un territoire classé parc naturel régional est réétudié. Le 2 septembre 2010, le parc naturel régional Scarpe-Escaut a vu son classement renouvelé pour les années 2010-2022 (décret du 30 août 2010, paru au Journal officiel du 2 septembre 2010). Son territoire couvre aujourd'hui 48 500 hectares sur 55 communes du Douaisis et du Valenciennois. En périphérie, trois communes (dites associées) participent aussi à la mise en œuvre de la Charte, ainsi que 7 villes (dites villes-portes).
Tilloy-lez-Marchiennes était une enclave dans le parc depuis 2012 et le réintègrera en 2021 ou 2022.

## Vocation
La vocation d'un parc naturel régional a été élargie depuis le premier décret (1967) définissant parc naturel régional « le territoire de tout ou partie d'une ou de plusieurs communes lorsqu'il présente un intérêt particulier par la qualité de son patrimoine naturel et culturel, pour la détente, le repos des hommes et le tourisme, qu'il importe de protéger et d'organiser ». Le décret du 1er septembre 1994 fixe 5 missions aux parcs naturels régionaux :
1. - protéger le patrimoine via une gestion adaptée des milieux naturels et paysages ;
2. - contribuer à l'aménagement du territoire ;
3. - contribuer au développement économique, social et culturel ainsi qu’à la qualité de vie ;
4. - assurer l'accueil, l'éducation et l'information du public ;
5. - réaliser des actions expérimentales ou exemplaires dans ces domaines (vocation de vitrine du développement durable)

## Gestion
Un syndicat mixte gère le parc naturel régional Scarpe-Escaut. Il est composé de 9 conseillers régionaux, 9 conseillers généraux, 9 élus d'intercommunalités et 65 élus de communes. Ce syndicat mixte est responsable de la mise en œuvre de la Charte. Chaque année, il arrête un programme d'actions et vote le budget pour son exécution. La région, le département, l'Europe, l'État, les communes et les établissements publics de coopération intercommunale participent au budget annuel. Une équipe technique d'une quarantaine de personnes est chargée d'accompagner les communes pour la mise en œuvre de la Charte.

## Présidents
| Identité                                     | Période          | Période          | Durée           | Étiquette                            |
| Identité                                     | Début            | Fin              | Durée           | Étiquette                            |
| -------------------------------------------- | ---------------- | ---------------- | --------------- | ------------------------------------ |
| Daniel Mio (12 mai 1941 - 23 septembre 2021) | 1989             | 17 décembre 2012 | 23 ans          | Parti socialiste                     |
| Érick Charton (d),                           | 17 décembre 2012 | avril 2015       | 2 ans et 4 mois | Parti socialiste                     |
| Michel Lefebvre (d) (né le 1er août 1951)    | avril 2015       | mars 2017        | 1 an et 11 mois |                                      |
| Grégory Lelong (d) (né le 8 juillet 1979)    | mars 2017        | En cours         | 8 ans et 4 mois | Union des démocrates et indépendants |

## Paysages

### 4 grands ensembles de la charte 2010-2022
La Charte 2010-2022 par son plan de parc, identifie 4 grands ensembles territoriaux aux enjeux naturels, paysagers, agricoles, urbains et sociaux distincts :

#### Campagne habitée
Agricole et rurale, la « campagne habitée » occupe des terrains qui s’inclinent progressivement des plateaux agricoles de la Pévèle vers les plaines alluviales de la Scarpe et de l’Escaut. L’occupation du sol est diversifiée entre espaces bâtis, polyculture, prairies et boisements. L’activité agricole de polyculture / élevage a très largement façonné les paysages : auréoles herbagères ceinturant les villages, mosaïque de parcelles cultivées sur les terres les plus hautes, parsemée de peupleraies, et un patrimoine arboré dense et riche. Cette structure arborée et agricole contient de nombreuses niches écologiques pour une diversité d’espèces : mares, haies, vergers, alignements de saules têtards, ripisylves... Ce réseau diffus abrite des espèces à enjeux souvent emblématiques du territoire. Le réseau hydrographique, dense, mais souvent artificialisé, en continuité avec la Campagne des hautes terres, se caractérise par des zones de source (résurgence de la nappe de la craie) et des cours d’eau méandreux. Drainant les eaux vers la plaine de la Scarpe et la vallée de l’Escaut, il possède avec ses berges et ripisylves un potentiel écologique important à préserver.
Les formes urbaines sont le plus souvent étirées le long des voies de communication. Et dans les villages, le bâti rural traditionnel recèle nombre d’éléments riches et variés. Le secteur connaît une tendance forte et continue à l’étalement urbain, conduisant à la disparition des formes urbaines traditionnelles, la fragmentation des milieux naturels et l’atteinte à la fonctionnalité des exploitations agricoles. Ce développement urbain entraîne un accroissement démographique marqué avec des populations aux niveaux de formation et aux revenus importants. Le développement ponctuel des peupleraies et les développements urbains ont aussi contribué à modifier les paysages, en le fermant par endroits et en réduisant les auréoles herbagères caractéristiques.

#### Cœur de nature
Constitué des plaines alluviales et vallées humides de la Scarpe, de l’Escaut et de la Hayne, le « cœur de nature » de la charte de 2010 reprend pour une grande part celui défini en 1998. Il s’étend désormais plus à l’Est englobant la vallée de la Hayne ainsi que plusieurs sites miniers reconvertis en périphérie du massif forestier de Saint-Amand-Raismes-Wallers. Dans cette dépression humide de faible altitude, le fonctionnement hydrogéologique de la nappe alluviale, souvent affleurante, y est indépendant des secteurs environnants. Ce secteur a depuis plusieurs dizaines de siècles fait l’objet d’aménagements hydrauliques par drainage et pompage pour lutter contre les inondations. L’empreinte agricole et naturelle est ici très forte, avec des ensembles prairiaux et réseaux de fossés, bordés par des massifs forestiers importants. Ce secteur a une vocation d’élevage affirmée. La très forte concentration de milieux naturels du réseau humide et forestier donne à ces espaces une potentialité écologique élevée, « colonne vertébrale » de la trame écologique du territoire. Le secteur est quadrillé d’un réseau de sites naturels très denses qui comprend des espèces et habitats rares et menacés, d’enjeux européens, nationaux ou régionaux. La densité et les multiples superpositions des zonages naturels (ZNIEFF, ZICO, SGIB, RAMSAR, ZPS et ZSC du réseau Natura 2000, réserves naturelles régionales, réserves biologiques en France, Espaces naturels sensibles...) témoignent d’une richesse et d’une diversité largement reconnues. Les structures urbaines sont étirées, avec une tendance continue à l’étalement. Elles recèlent un patrimoine bâti important. Constituée de villages dans la plaine de la Scarpe, l’armature urbaine dense s’égrène le long de l’Escaut. La situation sociale est difficile : faibles niveaux de formation et de revenus, déclin démographique...

#### Arc rural ouvert
Plateau agricole du sud du territoire à l’intérieur duquel plusieurs cours d’eau prennent naissance en raison de résurgences de nappe, l’« arc rural ouvert » s’étend sur des formations géologiques autrefois exploitées pour l’extraction de la houille, elles-mêmes recouvertes par une forte épaisseur de craie. Cette roche largement fracturée contient un aquifère important, crucial pour l’alimentation en eau de la région. Cet aquifère est vulnérable faute d’être entièrement protégé des pollutions par des terrains argileux. Cet ensemble s’étend dans un paysage très dégagé, aux horizons ouverts où l’arrivée du moindre élément produit un impact visuel important. Cette vaste plaine agricole à la valeur agronomique importante est ponctuée de villages groupés aux formes urbaines diversifiées, témoins des multiples activités et époques. Le patrimoine minier est bien présent, avec des cités d’une richesse architecturale et urbanistique de grande valeur, des anciens sites d’exploitation et des terrils devenus pour certains sites naturels d’intérêt, des cavaliers aménagés comme voies de liaisons douces entre les sites miniers.

#### Campagne ouverte
À l’extrême nord du nord du territoire, la « campagne ouverte » se situe aux franges des plateaux agricoles pévèlois et hennuyer. Ce plateau de grandes cultures montre des paysages ouverts et des horizons souvent dégagés, et est fortement marqué par les grandes infrastructures de communication (autoroute, TGV…). Il est ponctué de noyaux villageois isolés d’importance variable ou par des constructions en ruban le long des axes de communication. Ponctuellement, on retrouve l’une
ou l’autre zone de campagne plus vallonnée occupée par des prairies et un bâti de qualité enclavé dans des structures villageoises plus hétérogènes. Comme ailleurs, les pressions périurbaines sont élevées et font peser des risques d’étalement urbain.

### Des paysages variés en Scarpe-Escaut

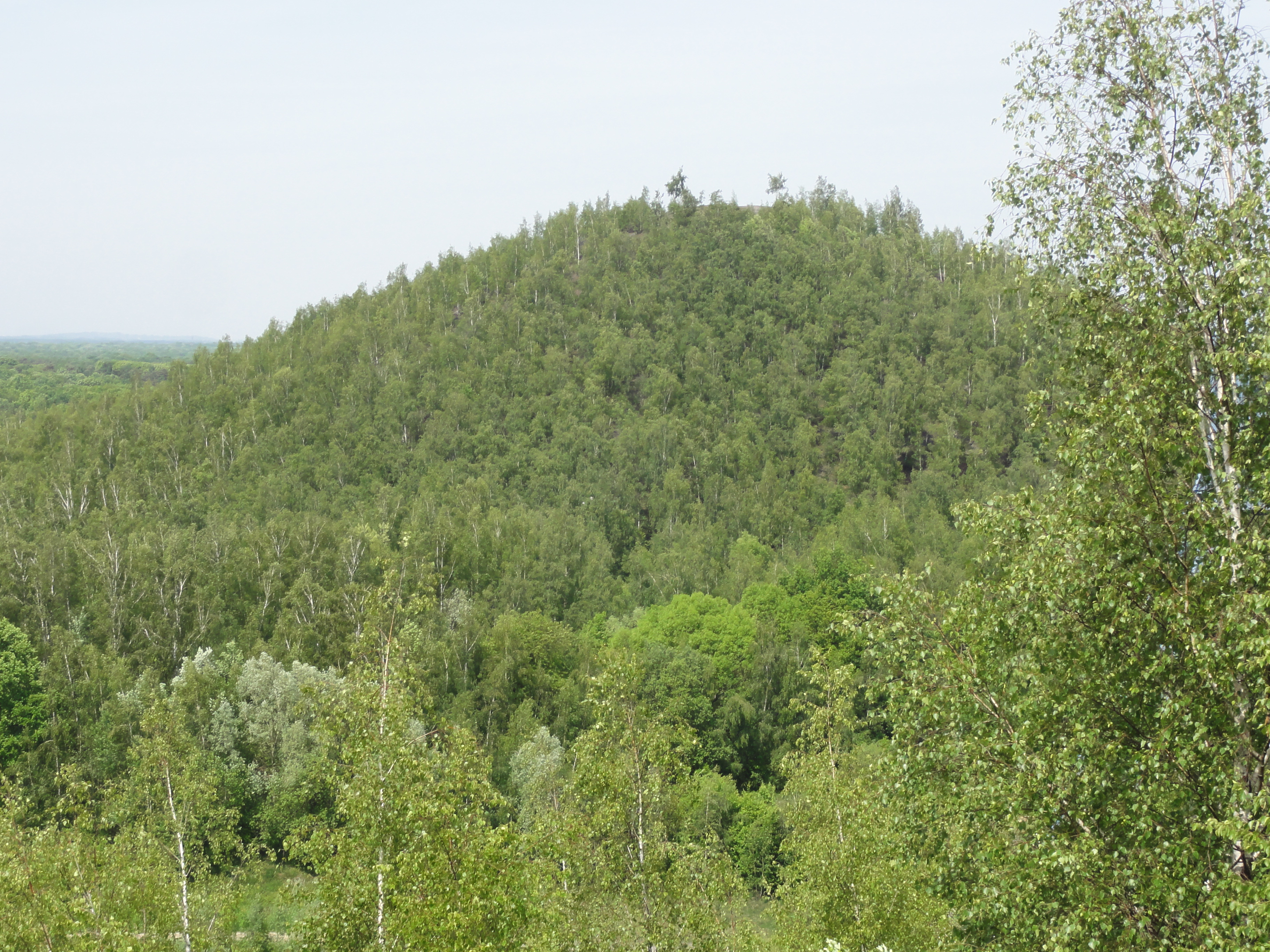
Terril n° 175 dit Sabatier Nord, Fosse Sabatier de la Compagnie des mines d'Anzin,au sein de la forêt de Raismes, Raismes, Nord, Nord-Pas-de-Calais, France.

Le territoire du parc naturel régional Scarpe-Escaut se caractérise par une mosaïque de paysages diversifiés, véritable échantillonnage des caractéristiques régionales où plaines humides, plateaux agricoles et paysages liés à l’histoire minière et industrielle se côtoient. Ces paysages, profondément influencés par l’eau, la forêt ou l’activité minière passée, résultent des facteurs naturels propres à cette région, de l’action de l’homme, et de leurs interrelations.
Des paysages emblématiques naturels ou culturels - forêt de Raismes-Saint-Amand-Wallers, anciens sites miniers et industriels, sites liés à l’histoire abbatiale ou frontalière,… - cohabitent avec des paysages ruraux ou urbains plus ordinaires, pour former le cadre de vie de près de 190 000 habitants.
L’inscription récente au patrimoine mondial de l’UNESCO du bassin minier sur une partie du territoire du parc reconnaît la valeur de ces paysages culturels évolutifs.
Ignorant la frontière, les paysages des plaines de l’Escaut et de la Scarpe se conjuguent en transfrontalier entre France et Belgique, au cœur du Hainaut. Le cœur du territoire se construit autour des plaines et des vallées humides de la Scarpe, de l’Escaut et de la Hayne. En périphérie, des plateaux agricoles portant les traces successives des activités humaines marquent le début de la Pévèle, du bassin minier et du Hainaut belge. Sur l’ensemble du parc Scarpe-Escaut, 9 entités paysagères issues des mains de l’Homme et de la Nature, nuancent ainsi le territoire :
- Plaine de la Scarpe
- Massif forestier de Raismes-Saint-Amand-Wallers
- Vallée de l’Escaut alluvial
- Vallée de l’Escaut urbain
- Plaine de la Hayne
- Versants de la Pévèle
- Versants humides de l'Escaut
- Plateau de l'Ostrevant
- Plateau quercitain

Le PNR dispose d'outils cartographique SIG lui permettant d'appuyer une gestion restauratoire et une évaluation mise à jour de la biodiversité.